# Die Bienenkönigin
Die Bienenkönigin é um conto de fadas relatado pelo Irmãos Grimm, sob o número 62. Ele está posto no Sistema de classificação de Aarne-Thompson, sob o número 554, com o tema “animais agradecidos”.